# Acacia sassa
Acacia sassa là một loài thực vật có hoa trong họ Đậu. Loài này được (Willd.) Baillon ex Drake miêu tả khoa học đầu tiên năm 1902.